# Università Nazionale Capodistriana di Atene
L'Università nazionale capodistriana di Atene (in greco: Εθνικό και Καποδιστριακό Πανεπιστήμιο Αθηνών), di solito indicata come Università di Atene o UOA, è la più antica università dell'Europa sudorientale. Fondata nel 1837, oggi conta più di 50.000 studenti ed è la seconda più grande istituzione universitaria della Grecia, seconda solo alla Aristotele di Salonicco.
Fra le facoltà non sono incluse ingegneria e altre scienze tecniche in quanto esse sono presenti in un altro istituto universitario, l'Università Tecnica Nazionale di Atene.
È membro dell'Istituto europeo per le norme di telecomunicazione (ETSI).

## Storia

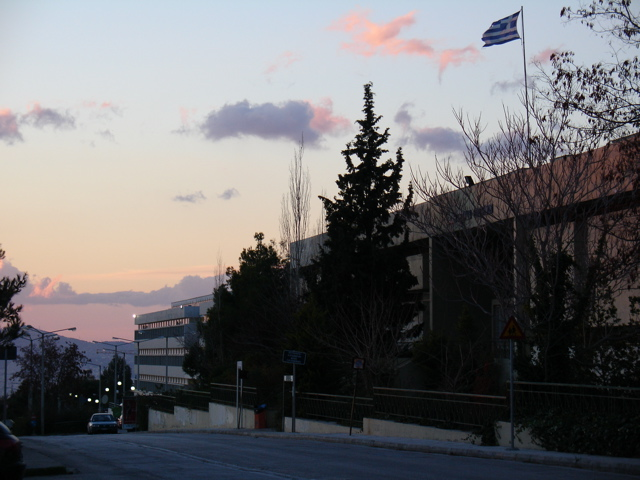
Il campus di Ilissia

L'Università nazionale capodistriana di Atene è stata fondata il 3 maggio 1837, venendo ospitata presso la residenza dell'architetto Stamatis Kleanthes, in un quartiere a nord-est dell'acropoli. È stata la prima università ad essere istituita non solo nella Grecia, allora resasi da poco indipendente, ma anche nei Balcani e, in generale, nel Mediterraneo orientale.
Prima di essere chiamata in questo modo in onore di Giovanni Capodistria, primo presidente della Grecia indipendente, l'università era conosciuta come Università Ottoniana, in onore di Ottone I di Grecia, e comprendeva quattro facoltà; teologia, giurisprudenza, medicina e arte (tra cui scienze applicate e matematica). Aveva 33 docenti, 52 studenti immatricolati e 75 non immatricolati. Nel novembre 1841, si inaugurò un nuovo edificio, progettato dall'architetto danese Christian Hansen. Il Propylea (37°58′51″N 23°44′02″E) venne progettato dal fratello minore di Hansen, Theophil Hansen nel 1859, ma venne completato solo nel 1885.
Un cambiamento importante nella struttura interna dell'università avvenne nel 1904, quando la facoltà di Arte venne divisa in due differenti facoltà: quella delle arti e delle scienze, quest'ultima costituita dai dipartimenti di fisica e matematica e la scuola di farmacia. Nel 1919, venne aggiunto il dipartimento di chimica, e nel 1922 anche la scuola di farmacia venne rinominata "dipartimento". Un ulteriore cambiamento avvenne quando la scuola di odontoiatria si aggiunse alla facoltà di medicina, la quale è composta da diversi ospedali universitari come il Laiko, l'Areteio e l'Ippokration.
Tra il 1895 e il 1911, una media di 1000 nuovi studenti si iscrissero alle facoltà ogni anno, numero che è salito a 2000 alla fine della prima guerra mondiale. Questo ha portato alla decisione di introdurre esami di ammissione per tutte le facoltà, a partire dal anno accademico 1927-28. Dal 1954 il numero di studenti ammessi ogni anno è fissato dal Ministero dell'Istruzione e della religione, su proposta della facoltà. Nel 1960 iniziarono i lavori di costruzione nel campus universitario, nel sobborgo di Ilissia, presso Zografo. Il campus di Ilissia oggi ospita le facoltà di filosofia, teologia e scienze.

## Facoltà e corsi

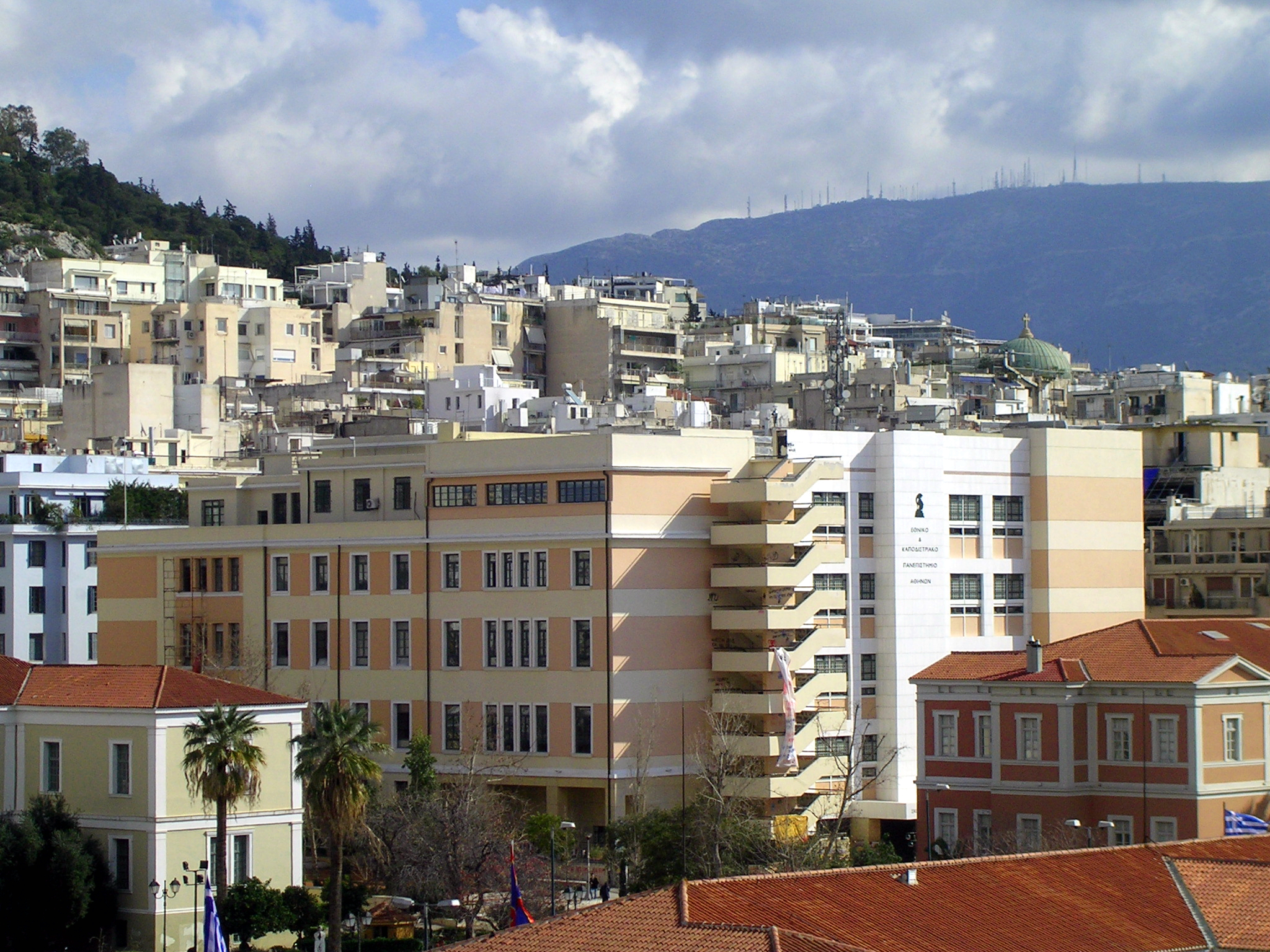
La facoltà di giurisprudenza. L'edificio venne costruito attorno al 1930 e ampliato negli anni sessanta.

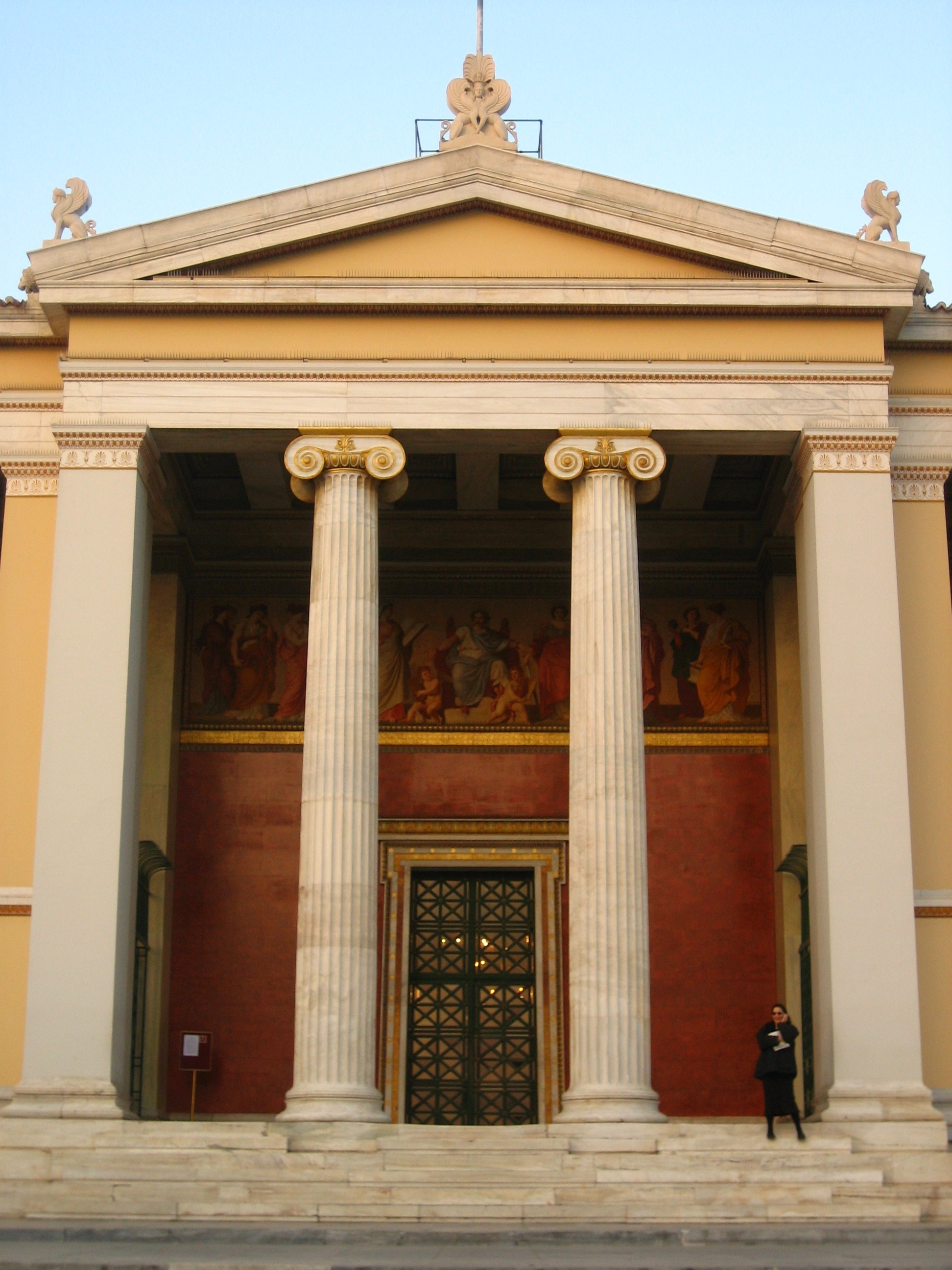
L'ingresso all'Università

L'Università di Atene è divisa in facoltà e dipartimenti;  La denominazione non è coerente in italiano, per ragioni storiche, ma in greco le divisioni più grandi sono in genere chiamate "σχολές" (scuole), sono suddivise in "τμήματα" (dipartimenti) e, ancora, in "τομείς" (divisioni).
- Facoltà di Teologia
  - Dipartimento di Teologia
  - Dipartimento di Teologia sociale
- Facoltà di Filosofia
  - Dipartimento di Filologia
  - Dipartimento di Letteratura e Lingua inglese
  - Dipartimento di Storia e Archeologia
  - Dipartimento di Filosofia
  - Dipartimento di Psicologia
  - Dipartimento di Pedagogia
  - Dipartimento di Letteratura e Lingua francese
  - Dipartimento di Letteratura e Lingua tedesca
  - Dipartimento di Letteratura italiana e Lingua italiana
  - Dipartimento di Letteratura spagnola e Lingua spagnola
  - Dipartimento di Teatro
  - Dipartimento di Musica
  - Dipartimento di Lingua turca e dell'Asia moderna
  - Dipartimento di Slavistica
- Facoltà di Scienze della salute
  - Dipartimento di Medicina
  - Dipartimento di Odontoiatria
  - Dipartimento di Farmacia
  - Dipartimento di assistenza infermieristica
- Facoltà di Giurisprudenza, Economia e Scienze politiche
  - Dipartimento di Giurisprudenza
  - Dipartimento di Economia
  - Dipartimento di Scienze politiche e Amministrazione pubblica
- Facoltà di Scienze
  - Dipartimento di Fisica
  - Dipartimento di Biologia
  - Dipartimento di Geologia
  - Dipartimento di Chimica
  - Dipartimento di Matematica
  - Dipartimento di Informatica e Telecomunicazioni
- Facoltà indipendenti
  - Dipartimento di Educazione fisica e Scienze dello sport
  - Dipartimento di Educazione primaria
  - Dipartimento di Educazione della scuola dell'infanzia
  - Dipartimento di Comunicazione e Studio dei Mass Media
  - Dipartimento di Filosofia e Storia della scienza